# Баретти, Джузеппе
Джузеппе Марко Антонио Баретти (итал. Giuseppe Marco Antonio Baretti; 24 апреля 1719, Турин — 5 мая 1789[…], Лондон) — итальянский поэт, публицист и литературный критик.

## Биография
Джузеппе Баретти родился 24 апреля 1719 года в городе Турине (Италия).

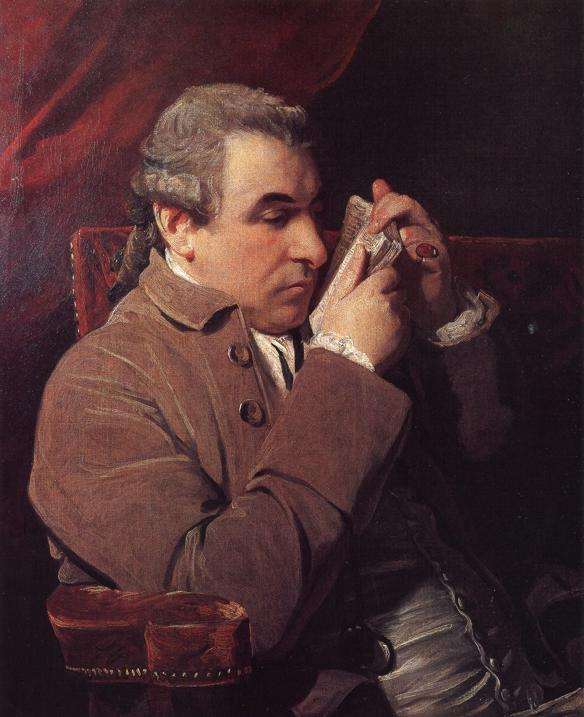
Портрет Баретти кисти Джошуа Рейнольдса (1773)

Покинув самовольно родительский кров шестнадцатилетним юношей, Баретти поступил писцом в торговый дом в Гвасталле.
В 1740 году переехал в Венецию, где познакомился с Гоцци и другими писателями.
В период с 1745 по 1751 год Джузеппе Баретти жил попеременно в Турине и Венеции, затем отправился в город Лондон, где давал уроки итальянского языка.
После девятилетнего пребывания в столице Великобритании Баретти вернулся в Италию и выпустил в 1762 году в Милане книгу «Lettere famigliari», которая навлекла на автора преследования, из-за чего он был вынужден удалиться в Венецию.
Через год в Венеции он издал второй том своего сочинения и основал критико-литературный журнал «Frusta letteraria», выходивший в течение 1763—1765 гг. и выдержавший с тех пор много новых изданий (Карпи, 1799; Милан, 1804; в изд. «Classici italiani», 2 тома, Милан, 1838—39).
Впоследствии Баретти снова поселился в Лондоне, где его назначили секретарём королевской академии художеств.
Джузеппе Баретти скончался 5 мая 1789 года в Лондоне.
Полное собрание его «Opere italiane» вышло в Милане (последнее изд. 4 тома, 1838 год).
Как обнаружили историки, миф о том, что Галилео Галилей произнёс фразу «И всё-таки она вертится!», был создан и запущен в обращение в 1757 году (то есть через сто с лишним лет после отречения Галилея) именно Джузеппе Баретти и стал широко известен в 1761 году после перевода книги Баретти на французский язык.

## Избранная библиография
- «Dictionary of the English and Italian languages» (2 тома, Лондон, 1760 и позже; последнее изд. Лондон, 1854),
- «Spanish and English dictionary» (Лондон, 1778 и позже; последнее изд. 2 тома, Лонд., 1837),
- «Account of the manners and customs of Italy» (Лондон, 1768; 2 изд., 1769).